# 易時中
易時中（1483年—1558年），字嘉會，號愧虛，福建泉州府晉江縣人，原籍江西南城县，明朝政治人物。

## 生平
易時中早年跟隨蔡清學習，蔡清愉快的說：「晚年得此士，我的《易經》不孤單了。」，四十歲時中嘉靖元年（1522年）舉人，授東流教諭，諄諄善誘諸生，十三年（1534年）分考浙江鄉試取錄多位名流。十五年（1536年）陞夏津知縣，在地方崇尚敎化、力行節儉，捐修學宮和城牆，拓建明倫堂與學舍，廣集諸生親自訓課，並纂修縣志紀錄前事；旱蝗災時親自到田間徒步祈禱，雨水降下、蝗蟲離去，同年作物也豐收，其後武城水災，他如實上報，監司畏懼奏上災情駁斥其議，他就逾境到朝廷講述情況，朝廷於是下令賑災。
四年後（1540年）易時中陞任順天推官，平允地執法，都御史胡守中入獄時盡力指出對方惡行，因此被中傷辭官終養，回鄉路經夏津，縣民爭相送與他水果，離開時更有人痛哭失聲；在家築室侍奉母親，母親九十一歲去世，他也已經七十歲，傷心得不能負荷，因而去世。

## 引用
- 王慎中《儒林郎順天府推官易愧虚先生行状》

1. 1 2  道光《晉江縣志·卷三十八·人物志·名臣之二》：易時中，字嘉會，號愧虛，從蔡虛齋學。虛齋喜曰：「晚年得此士，吾《易》不孤矣。」年四十，舉嘉靖壬午鄉試，已蔚然為碩儒。授東流教諭，隨材導接，為諸生開說諄悉。甲午分校浙江，所得皆名流。升夏津知縣，歲旱蝗起，白衣菅履，徒步祈禱，雨降蝗去，而歲以登。時武城大水，檄視之，以實上。監司憚以災聞，駁其議。逾境謁見陳情形，率為感動，奏蠲賑。除順天府推官，執法平允。都御史胡守【中】不法下獄，有旨推勘，時中窮其奸狀。有為胡釋憾者，謀中以他事，時中遂乞終養。至家，築室奉母。母年九十二而終，時中七十矣，毀不勝衣。年七十六卒。夏津祠名宦，武城奉主配故郡守陳儒之祠，世侑享焉。時中溫恭莊和，望而知為有道君子。其徒王慎中為之傳。
2. ↑  嘉慶《東流縣志·卷十八·良吏傳》：易時中，福建泉州人，嘉靖中由舉人來署教諭，學問優長，造士有方，陞夏津縣知縣。
3. ↑  乾隆《夏津縣志·卷六·官守志》：易時中，字嘉會，號愧虛，晉江人，學長於《易》同邑祭酒蔡虛齋清之門人，舉於鄉。初授東流教諭，嘉靖十五年遷夏津知縣，有惠政，崇敎化、力行節儉，躬率以德，民亦相與馴習而悅安之；捐修學宮殿廡以及門垣，庖廩庫厨與祭祀宴射之器無不畢治，又修明倫堂兩齋，拓立學舍二十間，廣集諸生其中親為訓課，創修邑乘，至今嘉靖以前事尚有可考者皆其力也。在任四年稍遷順天府推官，以治胡守中獄失要人意，將中以他事，遂以終養歸，道出夏津老稚爭獻果脯，臨別有哭失聲者；母年九十一而終，時中年七十，毁不勝喪而卒，事見《明史》儒林傳及府志，與參政王愼中修學記，亦可謂篤行守正之君子矣。
4. ↑  《明史·卷二百八十二·列傳第一百七十　儒林一》：易時中，字嘉會，亦晉江人。舉於鄉，授東流教諭，遷夏津知縣，有惠政。稍遷順天府推官。以治胡守中獄失要人意，將中以他事，遂以終養歸。道出夏津，老稚爭獻果脯。將別，有哭失聲者。母年九十一而終，時中七十矣，毀不勝喪而卒。